# Appomattox (Virginia)
Appomattox ist eine US-amerikanische Stadt im Appomattox County und Verwaltungssitz desselben im Bundesstaat Virginia. Das U.S. Census Bureau hat bei der Volkszählung 2020 eine Einwohnerzahl von 1.919 ermittelt.

## Geographie
Appomattox liegt zentral im Appomattox County.

## Etymologie
Die Stadt wurde nach dem gleichnamigen Fluss benannt. Dieser wurde seinerseits nach dem ausgestorbenen Stamm der Appomattoc benannt, einer Algonkin sprechenden Stämme der Powhatan Confederacy, welche ursprünglich in der Küstenregion Virginias angesiedelt waren.

## Geschichte
Zur Zeit des Sezessionskrieges war die heutige Stadt Stätte einer Bahnstation der Southside Railroad zwischen Petersburg und Lynchburg. Der Ort wurde 1855 zuerst Nebraska genannt, 1895 dann West Appomattox. Der erste Postmeister war Samuel D. McDearmon, späterer Colonel auf Seiten der Confederate States Army.
Während des Gefechts bei Appomattox Court House marschierte General Lee nach Westen zur Appomattox Station, wo ein Versorgungszug auf ihn wartete. Am 8. April 1865 erbeutete oder zerstörte dort die Kavalleriedivision unter Brigadegeneral George Armstrong Custer drei Versorgungszüge. Schließlich fand am 9. April die Unterzeichnung zur Kapitulation in Appomattox Court House statt. Erst nach der Kapitulation wurde die von Präsident Lincoln am 1. Januar 1863 erlassene Abschaffung der Sklaverei umgesetzt, welche noch bis zum 19. Juni dauerte.
Nachdem 1892 das alte Gerichtsgebäude abgebrannt war, verlegte der County den Gerichtssitz in die Nähe der Bahnstation. Der Ort wurde 1894 formal zum Verwaltungssitz des Countys ernannt.

## Politik
Appomattox wird durch ein Council-manager Government geführt.
| Town Manager                     | Town Manager           | Bürgermeister | Bürgermeister         | Bürgermeister |
| Amtszeit                         | Name                   | Amtszeit      | Name                  | Partei        |
| -------------------------------- | ---------------------- | ------------- | --------------------- | ------------- |
| 2000–Februar 2009                | David Garrett          | 2000–2002     | Ronald C. Spiggle     |               |
| 2000–Februar 2009                | David Garrett          | 2002–2004     | Ronald C. Spiggle     |               |
| 2000–Februar 2009                | David Garrett          | 2004–2006     | Ronald C. Spiggle     |               |
| 2000–Februar 2009                | David Garrett          | 2006–2008     | John L. Wilson        | Ind.          |
| 2000–Februar 2009                | David Garrett          | 2008–2010     | Paul Douglas Harvey   | Ind.          |
| April 2009–13. Juli 2010         | Bart Van Nieuwenhuise  | 2008–2010     | Paul Douglas Harvey   | Ind.          |
| April 2009–13. Juli 2010         | Bart Van Nieuwenhuise  | 2010–2012     | Paul Douglas Harvey   | Ind.          |
| 2011–19. Januar 2015             | William Gillespie      |               | Paul Douglas Harvey   | Ind.          |
| 2011–19. Januar 2015             | William Gillespie      | 2012–2014     | Paul Douglas Harvey   | Ind.          |
| 2011–19. Januar 2015             | William Gillespie      | 2014–2016     | Paul Douglas Harvey   | Ind.          |
| 20. Januar–13. Februar 2015      | Johnnie Roark          |               | Paul Douglas Harvey   | Ind.          |
| 14. Februar 2015–31. Mai 2016    | Bill Gillespie         |               | Paul Douglas Harvey   | Ind.          |
| 1. Juni 2016–30. September 2016  | Philipp Gabathuler     |               | Paul Douglas Harvey   | Ind.          |
| 1. Juni 2016–30. September 2016  | Philipp Gabathuler     | 2016–2018     | Paul Douglas Harvey   | Ind.          |
| Jan 2017–Juli 2017               | Clarence Monday        |               | Paul Douglas Harvey   | Ind.          |
| 1. August 2017–31. Dezember 2021 | Gary Shanaberger       |               | Paul Douglas Harvey   | Ind.          |
| 1. August 2017–31. Dezember 2021 | Gary Shanaberger       | 2018–2020     | Paul Douglas Harvey   | Ind.          |
| 1. August 2017–31. Dezember 2021 | Gary Shanaberger       | 2020–         | Richard Cabell Conner | Ind.          |
| 1. Mai 2022                      | Richard “Terry” McGhee | 2020–         | Richard Cabell Conner | Ind.          |